# نطاق ضيق

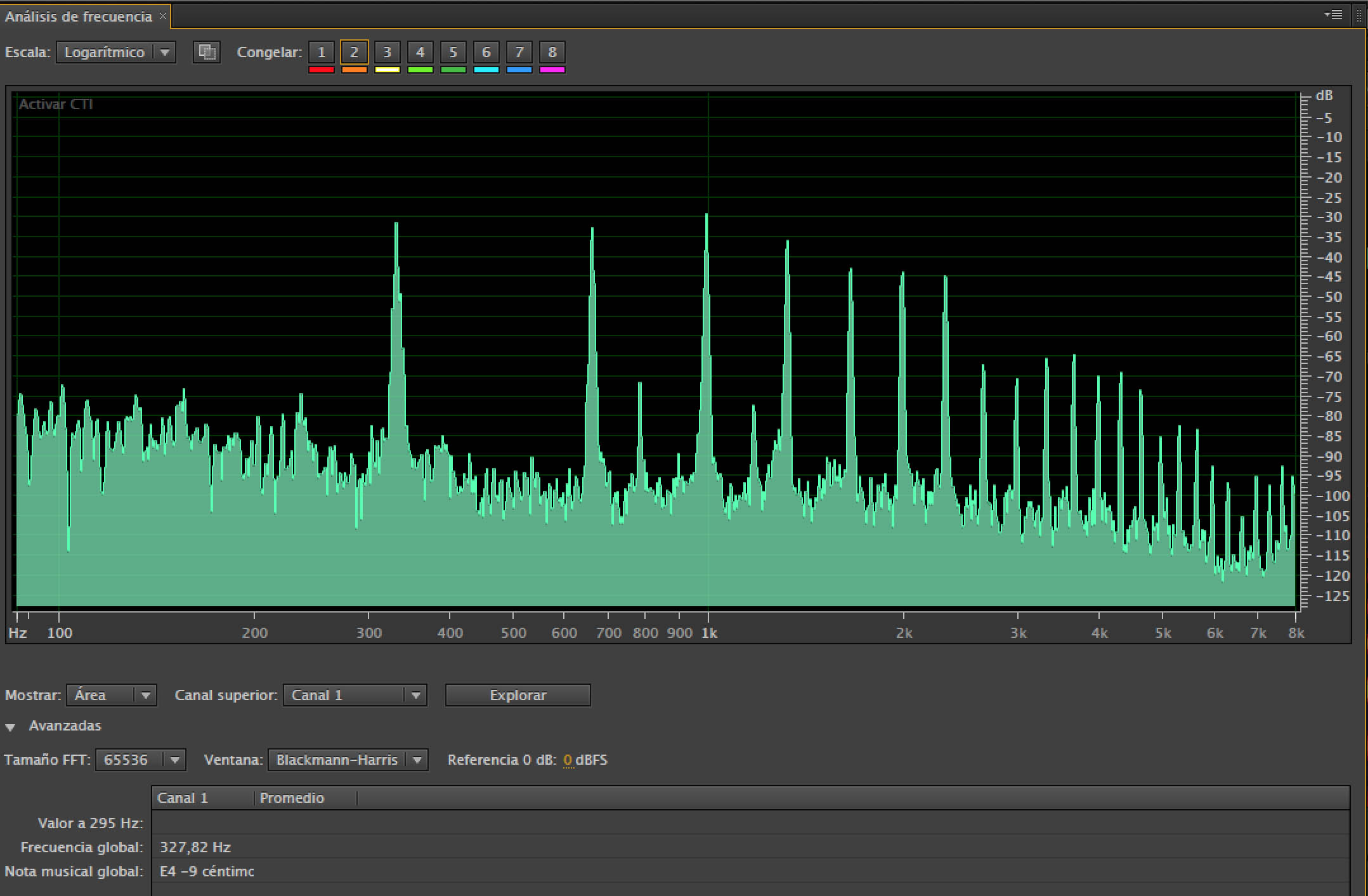

النطاق الضيق هو مصطلح يصف عرض نطاق القناة، بحيث أن عرض الرسالة لا يتجاوز عرض نطاق التماسك للقناة بشكل كبير.
وفي ظل ضوء الدراسة على القنوات السلكية، يدل النطاق الضيق بأن القناة تكون ضيقة بشكل كافي بحيث يمكن اعتبار الاستجابة الترددية مسطحة. وهكذا سيكون عرض النطاق الترددي أقل من عرض نطاق التماسك للقناة. وهذا يعني أنه لا يوجد هنالك قناة لديها خبو منبسط على وجه كامل، وسيكون تحليل الجوانب الكثيرة للأنظمة الاسلكية بسيط جداً لو كان بالإمكان تجاهل الخبو المنبسط.
يمكن أن يستخدم النطاق الضيق في الطيف السمعي (الصوتي) لوصف الأصوات التي تشغل موجات ضيقة المدى.
تعتبر تغطية النطاق الضيق في التهاتف غالباً بين 300-3400 هرتز.